# Subphauloppia dentonyx
Subphauloppia dentonyx är en kvalsterart som beskrevs av Hammer 1967. Subphauloppia dentonyx ingår i släktet Subphauloppia och familjen Oribatulidae. Inga underarter finns listade i Catalogue of Life.